# Regula Stämpfli
Pour les articles homonymes, voir Stämpfli.
Regula Stämpfli, née le 11 janvier 1962 , est une féministe politologue et journaliste suisse.

## Biographie
Fille de boucher, elle grandit dans la ville de Berne, puis à Ittigen. Elle étudie ensuite l'histoire et le droit à l'Université de Berne, puis les sciences politiques à New York et Berlin.
Chroniqueuse et commentatrice de la politique suisse, elle est également l'auteur de plusieurs publications sur ce sujet, Elle enseigne l'histoire, la science politique et la philosophie politique dans plusieurs établissements scolaires européens, parmi lesquels les universités de Berne et de Zurich.
Elle est membre du conseil d'éthique de la statistique publique de Suisse, du Fachbeirats beim Internationalen Forum für Gestaltung Ulm, du conseil d'administration de la fondation Gosteli et du Conseil universitaire de l'Université des sciences appliquées de Cologne. Elle partage son temps entre la France, l'Allemagne et la Suisse et vit à Bruxelles.

## Publications
- Aussen Prada – innen leer ? Bartleby, Bruxelles 2010,  (ISBN 978-2-930279-41-1).
- Josef Riegger, Regula Stämpfli: Frauen ohne Maske Stämpfli, Berne 2009,  (ISBN 978-3-7272-1123-2)
- Die Macht des richtigen Friseurs: über Bilder, Medien und Frauen Bartleby, Bruxelles 2008,  (ISBN 978-2-930279-37-4)
- Armee, Staat und Geschlecht. Die Schweiz im internationalen Vergleich 1918–1945 Chronos, Zurich 2003,  (ISBN 978-3-0340-0573-9) (publié avec Christoph Dejung)
- Vom Stummbürger zum Stimmbürger Orell Füssli, Zurich 2003,  (ISBN 3-280-05016-2)
- Mit der Schürze zur Landesverteidigung Orell Füssli, Zurich 2002,  (ISBN 3-280-02820-5)